# Костюк Микола Мартинович
Костю́к Мико́ла Марти́нович (12 серпня 1944 — 26 березня 2014) — український педагог, Відмінник освіти України, Заслужений учитель України.

## З біографії
Народився в багатодітній селянській сім'ї. З малих років працював, після закінчення дев'ятирічної школи продовжив навчання в одному з професійних училищ Донбасу, де працював шахтарем один з його шести братів.
По закінченні навчання повернувся додому та вирішив присвятити себе педагогіці. Саме в ній відчув своє покликання і з відзнакою закінчив Ніжинський педагогічний інститут за спеціальністю вчитель історії. Розпочав свою педагогічну діяльність в середній школі № 6 міста Бориспіль Київської області.
Учитель-методист загальноосвітньої школи № 139 Києва — 2001—2004, у 2004—2014 — учитель історії та основ правознавства Економіко-правового ліцею Деснянського району міста Києва.
Помер 26 березня 2014 року.

## Відзнаки і нагороди
Звання «Заслужений учитель України» (2001). Відзнака Відмінник освіти України.